# Mantelmuur

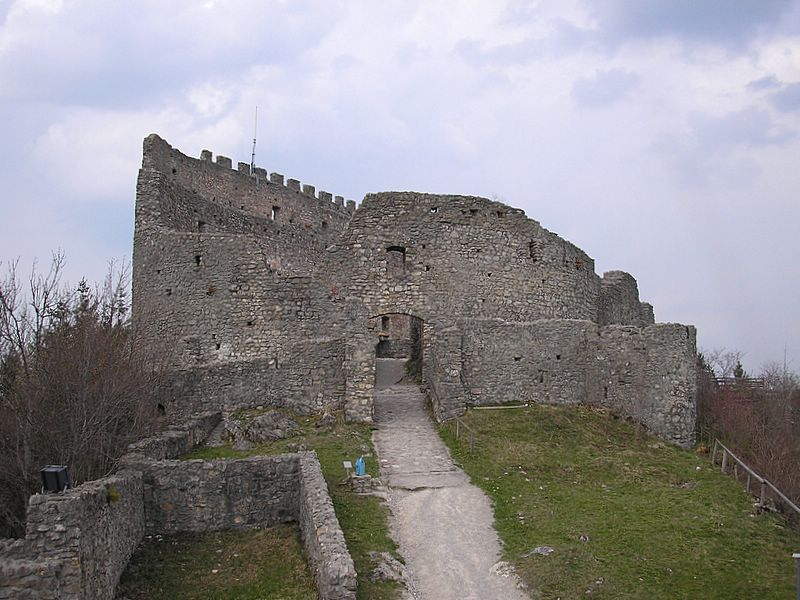
De mantelmuur van kasteel Eisenberg

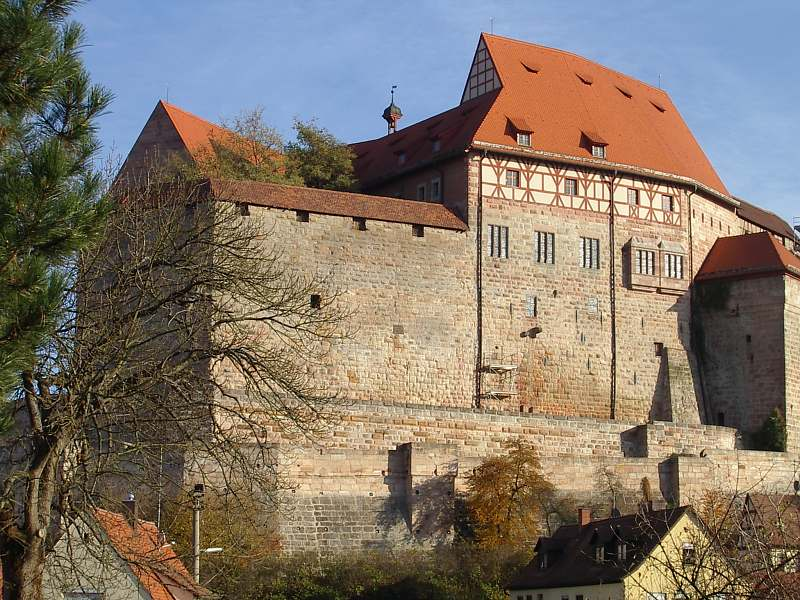
De middeleeuwse mantelmuur van het kasteel Cadolzburg met onder een laat-middeleeuwse dwingel.

Een mantelmuur is een soort ringmuur van bijzondere hoogte, die een kasteel of burcht als een beschermende "mantel" bedekt.

## Geschiedenis
In de Lage Landen is de term mantelmuur een relatief onbekend begrip vergeleken met Duitsland, waar mantelmuren ook beduidend meer voorkomen.
Mantelmuren werden vanaf de 13e eeuw gebouwd en soms op reeds bestaande ringmuren geplaatst. Een mantelmuur wijkt qua formaat enigszins af ten opzichte van de grotere schildmuur, maar het voldoet in veel gevallen aan dezelfde verdedigingsfunctie. De woon- en werkvertrekken werden meestal direct tegen de muur aan gebouwd.

## Voorbeelden
Een voorbeeld van een mantelmuur is het kasteel Eisenberg in de omgeving van Füssen in de Duitse deelstaat Beieren, gelegen in het district Ostallgäu. De hoge mantel bood hier genoeg bescherming en status, vergelijkbaar met een donjon.
Ook de, in de Tweede Wereldoorlog zwaar beschadigde maar intussen gerestaureerde, burcht Cadolzburg bij Neurenberg heeft in beginsel een middeleeuwse mantelmuur. De ringmuur is drie meter dik en van zorgvuldig uitgehakte blokstenen gebouwd. Slechts de later gebouwde zadeldaken, de kasteelgebouwen en het ranke poortgebouw steken boven de ringmuur uit. Ook hier ontbreekt dienovereenkomstig een donjon, die tegenwoordig door sommige kasteelonderzoekers als het klassieke macht- en statussymbool van een middeleeuwse burcht wordt geïnterpreteerd.